# Seleção Galesa de Voleibol Feminino
A seleção galesa de voleibol feminino é uma equipe europeia composta pelas melhores jogadoras de voleibol do País de Gales. A equipe é mantida pela Associação Galesa de Voleibol (Welsh Volleyball Association). A equipe não consta no ranking mundial da FIVB segundo dados de 6 de outubro de 2015.